# Frétoy
Frétoy ist eine französische Gemeinde in der Region Île-de-France in Frankreich. Sie gehört zum Département Seine-et-Marne, zum Arrondissement Provins und zum Kanton Provins (bis 2015 Kanton Nangis).

## Geographie
Sie grenzt im Norden an Chevru, im Osten an Beton-Bazoches, im Südosten an Boisdon, im Süden an Bannost-Villegagnon und im Westen an Dagny. Die Bewohner nennen sich Frétoysiens.

## Bevölkerungsentwicklung
| Jahr      | 1962 | 1968 | 1975 | 1982 | 1990 | 1999 | 2008 | 2013 |
| --------- | ---- | ---- | ---- | ---- | ---- | ---- | ---- | ---- |
| Einwohner | 78   | 65   | 73   | 97   | 109  | 113  | 153  | 161  |

## Sehenswürdigkeiten
Siehe: Liste der Monuments historiques in Frétoy